# (3614) Tumilty
(3614) Tumilty es un asteroide perteneciente al cinturón de asteroides, descubierto el 12 de enero de 1983 por Norman G. Thomas desde la Estación Anderson Mesa (condado de Coconino, cerca de Flagstaff, Arizona, Estados Unidos).

## Designación y nombre
Designado provisionalmente como 1983 AE1. Fue nombrado Tumilty en homenaje a “Jodi Anne Tumilty Thomas” hija política del descubridor.